# Hydractinia uniformis
Hydractinia uniformis is een hydroïdpoliep uit de familie Hydractiniidae. De poliep komt uit het geslacht Hydractinia. Hydractinia uniformis werd in 2006 voor het eerst wetenschappelijk beschreven door Stampar, Tronolone & Morandini. 